# Sistema de Salud de Bolivia
El Sistema Único de Salud de Bolivia es la institución con la cual el Estado Plurinacional de Bolivia garantiza el acceso universal, equitativo, oportuno y gratuito a la atención integral en salud de la población boliviana. Es de carácter universal, gratuito.

## Funcionamiento
El funcionamiento del sistema de Salud en Bolivia funciona con tres niveles en todos los sectores.
- Tercer Nivel: Son hospitales que tienen todas las especialidades médicas y son de alta resolución, ya que priorizan especialmente la atención de pacientes con complejas enfermedades como el cáncer. También poseen servicios en tomografía, psicología, banco de sangre, entre otros.[1]

- Segundo Nivel: Son los hospitales que brindan la atención a la población en solamente cuatro especialidades médicas: pediatría, ginecología, cirugía y medicina interna. Además se ocupan también de la fisioterapia y rehabilitación.[1]

- Primer Nivel: Son centros de salud que se encuentran ubicados en los  barrios de las ciudades o en las poblaciones alejadas en el área rural, donde los pacientes reciben las atenciones básicas y las más frecuentes. En estos centros se resuelven casi el 80 % de todas las enfermedades.[1]

## Infraestructura, Equipamiento y Personal de salud

### Hospitales
Hasta el año 2019, Bolivia contaba con 3253 centros de salud entre ellos  hospitales de primer, segundo y tercer nivel.

### Camas hospitalarias
Actualmente, hasta el año 2018, el Sistema de Salud de  Bolivia cuenta con alrededor de 1,28 camas hospitalarias por cada 1000 habitantes.
| 1,28 camas | 12,8 camas | 128 camas | 1280 camas |

### Médicos
En cuanto al personal de salud, el sistema sanitario de Bolivia cuenta con alrededor de 1,61 médicos por cada 1000 habitantes.
| 1,61 médicos | 16,1 médicos | 161 médicos | 1610 médicos |

## Inversión en Salud
Bolivia invierte en su salud un 4,51 % de su producto interno bruto (PIB). 
El gasto público total de la salud asciende a los 1434 millones de dólares.